# Lepisanthes banaensis
Lepisanthes banaensis är en kinesträdsväxtart som beskrevs av François Gagnepain. Lepisanthes banaensis ingår i släktet Lepisanthes och familjen kinesträdsväxter. Inga underarter finns listade i Catalogue of Life.